# ترگوئوکس
ترگوئوکس (به فرانسوی: Trégueux) یک کمون در فرانسه است که در Canton of Langueux واقع شده‌است.

## خصوصیات
ترگوئوکس ۱۴٫۵۷ کیلومترمربع مساحت و ۷٬۵۷۵ نفر جمعیت دارد.

## خواهرخوانده
شهرهای گامرتینگن و Lavelanet خواهرخوانده‌های ترگوئوکس هستند.